# Niphecyra uniformis
Niphecyra uniformis är en skalbaggsart som beskrevs av Stefan von Breuning 1936. Niphecyra uniformis ingår i släktet Niphecyra och familjen långhorningar. Inga underarter finns listade i Catalogue of Life.